# Ronde van Catalonië 2005
De 85ste editie van de Ronde van Catalonië (Catalaans: Volta a Catalunya) werd gehouden van 16 mei tot en met 22 mei 2005 in de gelijknamige autonome regio in Spanje. Dit rittenkoers telde zeven etappes en ging over een afstand van 930,4 kilometer.

## Etappeoverzicht
| etappe | datum  | start    | finish         | afstand  | winnaar           | klassementsleider   |
| ------ | ------ | -------- | -------------- | -------- | ----------------- | ------------------- |
| 1e     | 16 mei | Salou    | Salou          | 19,2 km  | Phonak            | Miguel Ángel Martín |
| 2e     | 17 mei | Cambrils | Cambrils       | 186,8 km | Enrico Gasparotto | Miguel Ángel Martín |
| 3e     | 18 mei | Salou    | La Granada     | 157,8 km | Pedro Horrillo    | Miguel Ángel Martín |
| 4e     | 19 mei | Perafort | Arinsal        | 237,7 km | Leonardo Piepoli  | Jaroslav Popovytsj  |
| 5e     | 20 mei | Sornàs   | Ordino-Arcalis | 17,1 km  | Íñigo Cuesta      | Jaroslav Popovytsj  |
| 6e     | 21 mei | Llívia   | Pallejà        | 198,7 km | Anthony Charteau  | Jaroslav Popovytsj  |
| 7e     | 22 mei | Pallejà  | Barcelona      | 113,1 km | Thor Hushovd      | Jaroslav Popovytsj  |

## Eindklassementen

### Algemeen klassement
| Plaats | Naam                | Ploeg                | Tijd      |
| ------ | ------------------- | -------------------- | --------- |
|        | Jaroslav Popovytsj  | Discovery Channel    | 22u36'56" |
| 2      | Leonardo Piepoli    | Saunier Duval-Prodir | + 20"     |
| 3      | David Moncoutié     | Cofidis              | + 59"     |
| 4      | Michael Rogers      | Quick Step           | + 1' 18"  |
| 5      | Aitor Osa           | Illes Balears-Caisse | + 1' 23"  |
| 6      | Miguel Ángel Martín | Phonak               | + 2' 01"  |
| 7      | Eladio Jimenez      | Comunidad Valenciana | + 2' 09"  |
| 8      | Iñigo Cuesta        | Saunier Duval-Prodir | + 2' 18"  |
| 9      | Christophe Moreau   | Crédit Agricole      | + 2' 20"  |
| 10     | Ezequiel Mosquera   | Kaiku                | + 2' 25"  |

### Bergklassement
| Plaats    | Naam             | Ploeg                | Punten |
| --------- | ---------------- | -------------------- | ------ |
| Rode trui | Iñigo Cuesta     | Saunier Duval-Prodir | 46     |
| 2         | Leonardo Piepoli | Saunier Duval-Prodir | 41     |
| 3         | Benoît Poilvet   | Crédit Agricole      | 33     |

### Puntenklassement
| Plaats     | Naam              | Ploeg            | Punten |
| ---------- | ----------------- | ---------------- | ------ |
| Witte trui | Thor Hushovd      | Crédit Agricole  | 65     |
| 2          | Fred Rodriguez    | Davitamon-Lotto  | 51     |
| 3          | Enrico Gasparotto | Liquigas-Bianchi | 50     |

### Sprintklassement
| Plaats      | Naam              | Ploeg                | Punten |
| ----------- | ----------------- | -------------------- | ------ |
| Blauwe trui | Eladio Jiménez    | Comunidad Valenciana | 9      |
| 2           | Christophe Moreau | Crédit Agricole      | 6      |
| 3           | Maryan Hary       | Bouygues Télécom     | 6      |

### Ploegenklassement
| Plaats | Ploeg                          | Tijd      |
| ------ | ------------------------------ | --------- |
|        | Cofidis                        | 67u59'24" |
| 2      | Phonak                         | + 52"     |
| 3      | Illes Balears-Caisse d'Epargne | + 1' 47"  |

1911 · 1912 · 1913 · 1914-1919 · 1920 · 1921-1922 · 1923 · 1924 · 1925 · 1926 · 1927 · 1928 · 1929 · 1930 · 1931 · 1932 · 1933 · 1934 · 1935 · 1936 · 1937 · 1938 · 1939 · 1940 · 1941 · 1942 · 1943 · 1944 · 1945 · 1946 · 1947 · 1948 · 1949 · 1950 · 1951 · 1952 · 1953 · 1954 · 1955 · 1956 · 1957 · 1958 · 1959 · 1960 · 1961 · 1962 · 1963 · 1964 · 1965 · 1966 · 1967 · 1968 · 1969 · 1970 · 1971 · 1972 · 1973 · 1974 · 1975 · 1976 · 1977 · 1978 · 1979 · 1980 · 1981 · 1982 · 1983 · 1984 · 1985 · 1986 · 1987 · 1988 · 1989 · 1990 · 1991 · 1992 · 1993 · 1994 · 1995 · 1996 · 1997 · 1998 · 1999 · 2000 · 2001 · 2002 · 2003 · 2004 · 2005 · 2006 · 2007 · 2008 · 2009 · 2010 · 2011 · 2012 · 2013 · 2014 · 2015 · 2016 · 2017 · 2018 · 2019 · 2020 · 2021 · 2022 · 2023 · 2024
 Parijs-Nice · 
 Tirreno-Adriatico · 
 Milaan-San Remo · 
 Ronde van Vlaanderen · 
 Gent-Wevelgem · 
 Ronde van het Baskenland · 
 Parijs-Roubaix · 
 Amstel Gold Race · 
 Waalse Pijl · 
 Luik-Bastenaken-Luik · 
 Ronde van Romandië · 
 Ronde van Catalonië · 
 Ronde van Italië · 
 Critérium du Dauphiné Libéré · 
 Ronde van Zwitserland · 
 Ploegentijdrit Eindhoven · 
 Ronde van Frankrijk · 
 HEW-Cyclassics-Cup · 
  ENECO Tour · 
 Clásica San Sebastián · 
 Ronde van Duitsland · 
 Ronde van Spanje · 
 GP Ouest-France-Plouay · 
 Ronde van Polen · 
 Kampioenschap van Zürich · 
 Parijs-Tours · 
 Ronde van Lombardije